# Франческо Фоскарі
Франческо Фоскарі (італ. Francesco Foscari) — 65-й венеційський дож у 1423—1457 роках. Представник давнього знатного роду Фоскарі. Його правління було найтривалішим серед усіх венеційських дожів — 34,5 роки.

## Біографія
Належав до роду Фоскарі, що була з нових патриціїв (з так званих «Касе нуова»), яка лише у XIV ст. отримала доступ до Великої ради. Старший син Нікколо Фоскарі, члена Ради десяти, та Катеруції Мікеле.  
У 1400 році він став членом Ради сорока. Наступного року призначено приватним суддею (розглядав цивільні та кримінальні справи), 1403 року членом Ордену мудрих, 1403 року — Авагадорії. 1404 року був одним з прихильників війни проти Франческо II да Каррара, підтримавши так звану Падуанську війну. 
У 1408 році був послом у Мілані при дворі герцога Джованні Марії Вісконті, щоб захищати справу Оттобуоно де Терці. Наступного року він був в Емілії (червень), щоб захищати спадкоємців Терці від задумів Нікколо III д'Есте, правителя Феррари, (справа була програна), потім у Кремоні (липень), щоб відмовити її володаря, Кабріно Фондуло, від нападу на Брешію, і, нарешті (вересень) у Феррарі, щоб переконати Нікколо III виступити проти французького губернатора Генуї Жана II Ле Менгра. 
У 1413 році зумів домовитися з Австрією та Угорщиною, що планували вдертися до Істрії та Далмації. При цьому критикував дожа Томмазо Моченіго за його помірковану політику. У 1414 році був послом до Феррари, а 1415 року — Флорентійської республіки.
1416 року стає прокуратором Святого Марка. 1417 року завдяки його дипломатичному хисту вдалося створити союз з Неаполітанським королівством та Австрійським герцогом, спрямованим проти імператора і угорського короля Сигізмунда Люксембурга. 1418 року зумів долучити до перемовин папу римського Мартина V, завдяки чому було укладено мир з Сигізмундом Люксембургом у Зальцбурзі.

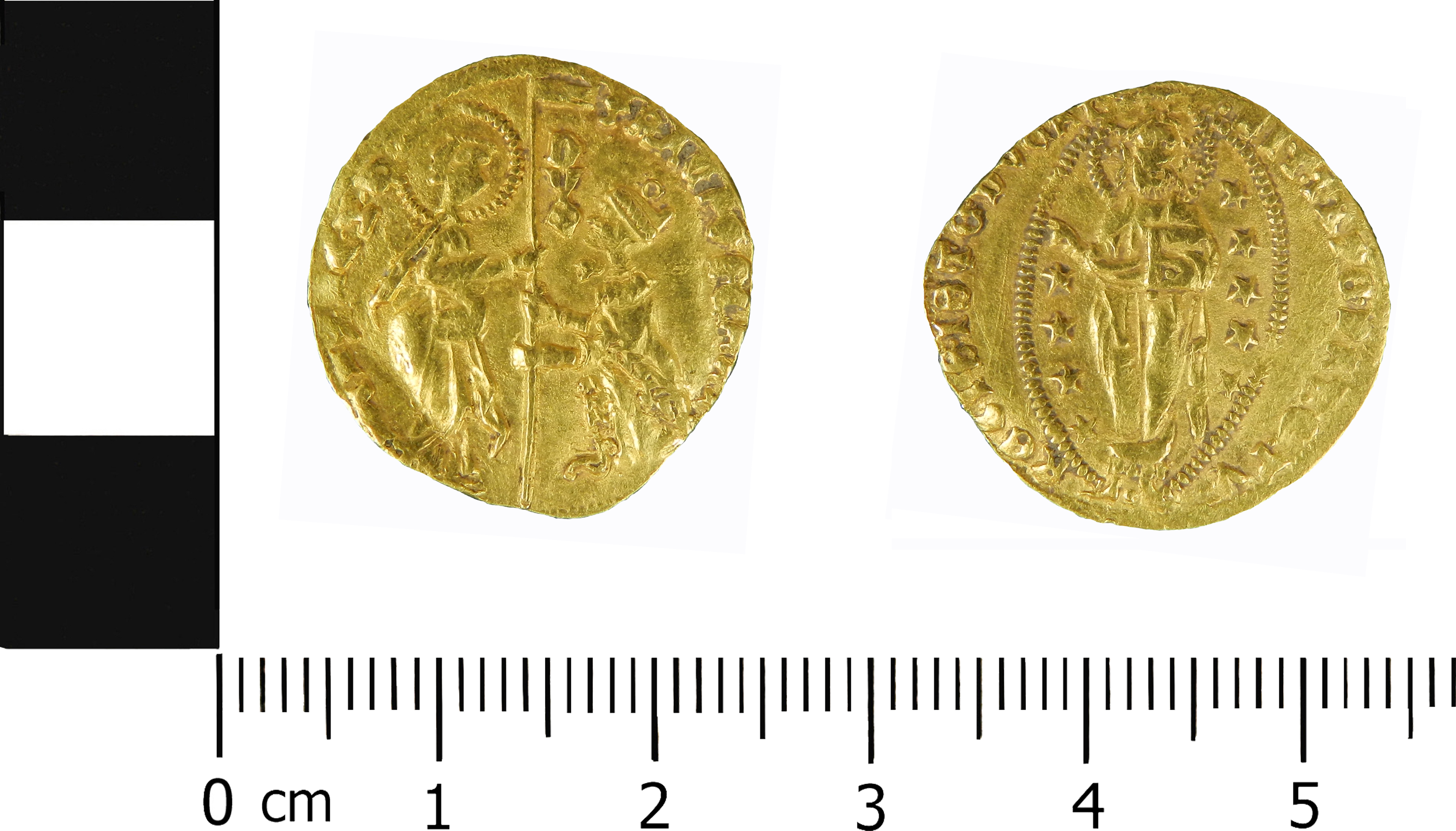
Дукат дожа Франческо Фоскарі

15 квітня 1423 року обирається дожем, випередивши П'єтро Лоредана у другому турі. 14 вересня того ж вдалося захопити Фессалоніки, скориставшись скрутою візантійського деспота Андроніка Палеолога. Але це спричинило напад та облогу міста, яке тривало до 1430 року й завершилося капітуляцією венеційської залоги.
У 1425 році з ініціативи дожа почалася війна з міланським герцогом Філіпо Марія Вісконті, в якого було 1426 року захоплено Брешію, 1427 року — Бергамо. Феррарським перемир'я 1428 року закріпило ці завоювання. Але 1430 року війна поновилася. Того ж року дожа було поранено ножем в обличчя Андреа Контаріні, що був представником патриціату, який виступав проти агресивної політики Фоскарі. 1431 року венеційській флот зазнав поразки у битві при Біні, а потім венеційська армія — біля Імоли. Разом з тим у 1431—1433 роках поновилося протистояння з угорським королем Сигізмундом Люксембургом. Але дожа завдяки дипломатії зберіг Фріулі за Венецією.
1436 року було укладено союз з Флорентійською та Генуезькою республіками, але на бік Вісконті перейшов капітан (командувач) венеційської армії Джованні Франческо Гонзаго, маркіз Мантуї. Наслідком стали облоги міст Брешія та Верона у 1438 році. 1437 року остаточно домігся від Сигізмунда Люксембурга визнання Далмацію венеційським володінням, сплативши за це 100 тис. дукатів. 1438 року внаслідок чуми померли усі діти дожа, окрім сина Джакопо.
Було найнято кондотьєра Франческо Сфорца, який здобув низку перемог над міланським військом. Війна тривала далі з перемінним успіхом. 1441 року Кремонський мир закріпив попередні завоювання Венеції. Але 1442 року війна поновилася. Разом з тим на підтримку хрестового походу проти османів відправив флот до Босфору, який заважав султанові Мураду II переправитися з Малої Азії. Але останньому допомогли генуезці. Також вдалося захопити Нижню Зету, завдавши поразки герцогу Стефану Вукчичу Косачу. 1444 року на кордоні з Герцеговиною вдалося захопити місто Омиш. Продовжував дипломатичні кроки з утворення антиосманської коаліції. Близько 1450 року отримав листа від Кваркваре II Джакелі, атабега Самцхе, про готовність усіх грузинських царів та князів виступити проти Османської імперії.
Разом з тим тривала війна з Міланським герцогством. 1446 року венеційці здобули значну перемогу біля Казале, але 1447 року Франческо Сфорца перейшов на бік міланського герцога.

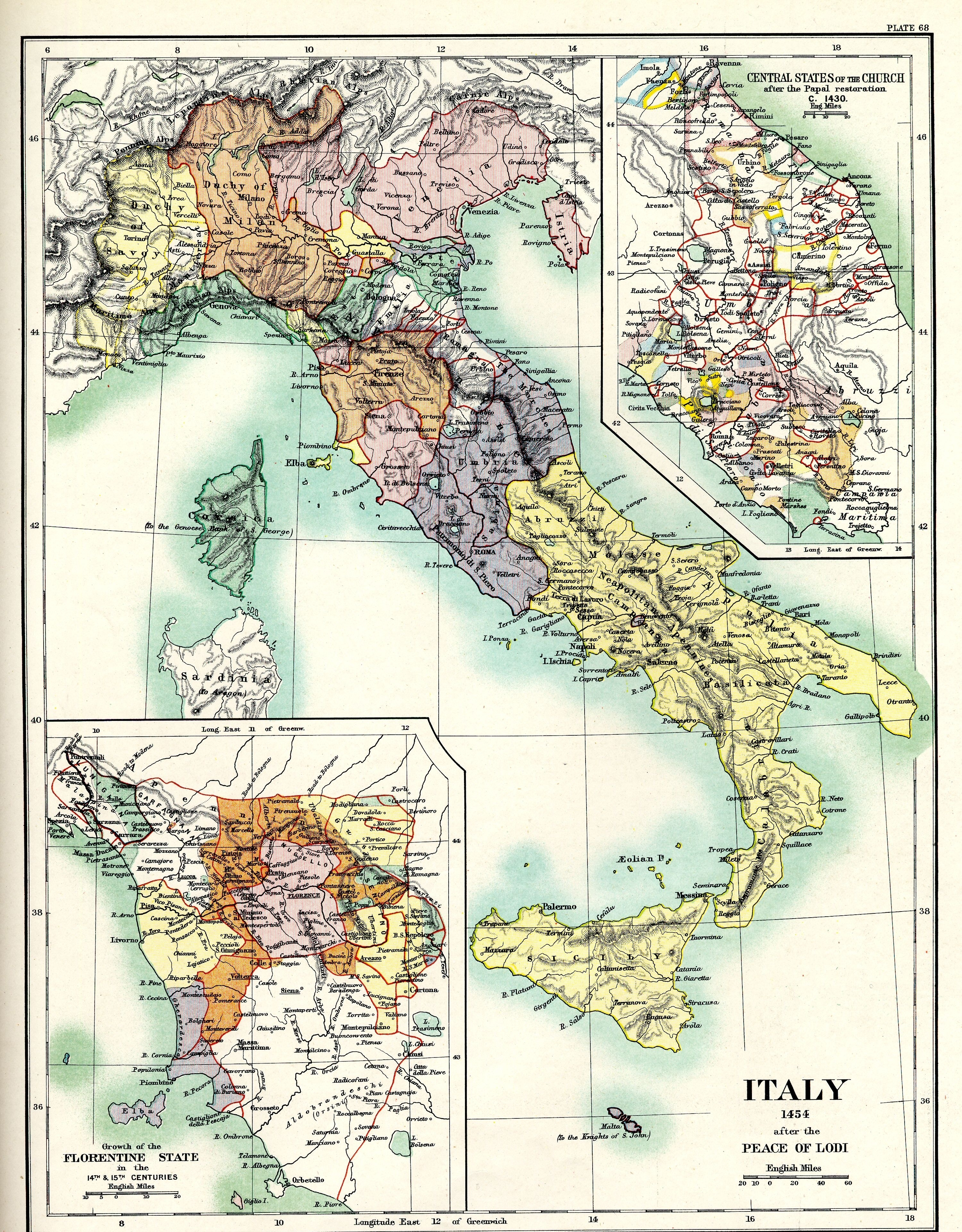
Володіння Венеційської республіки за Лодійським миром

1450 року почалася війна проти Амброзіанської республіки, що дозволило Франческо Сфорца захопити владу в Мілані та стати 25 березня його герцогом. 29 травня 1453 року османські війська захопили Константинополь, знищивши там венеційський квартал. 9 квітня 1454 року Лодійський мир остаточно поклав край війні між Венецією та Міланом, встановивши взаємний кордон вздовж річки Адда.
Звістка про смерть його сина Джакопо на Криті (його було туди заслано Радою десяти) змусила Фоскарі відмовитися від своїх урядових обов'язків, і 27 жовтня 1457 року Рада десяти змусила його зректися влади. Проте його смерть через 1 листопада викликала такий суспільний резонанс, що йому влаштували державний похорон.
Його правління відмічено стихійними лихами: посухою (1424 року), паводків, замерзанням Венеційської лагуни (1431 року), яке паралізувало місто на місяці, землетрус (1451 року), чума

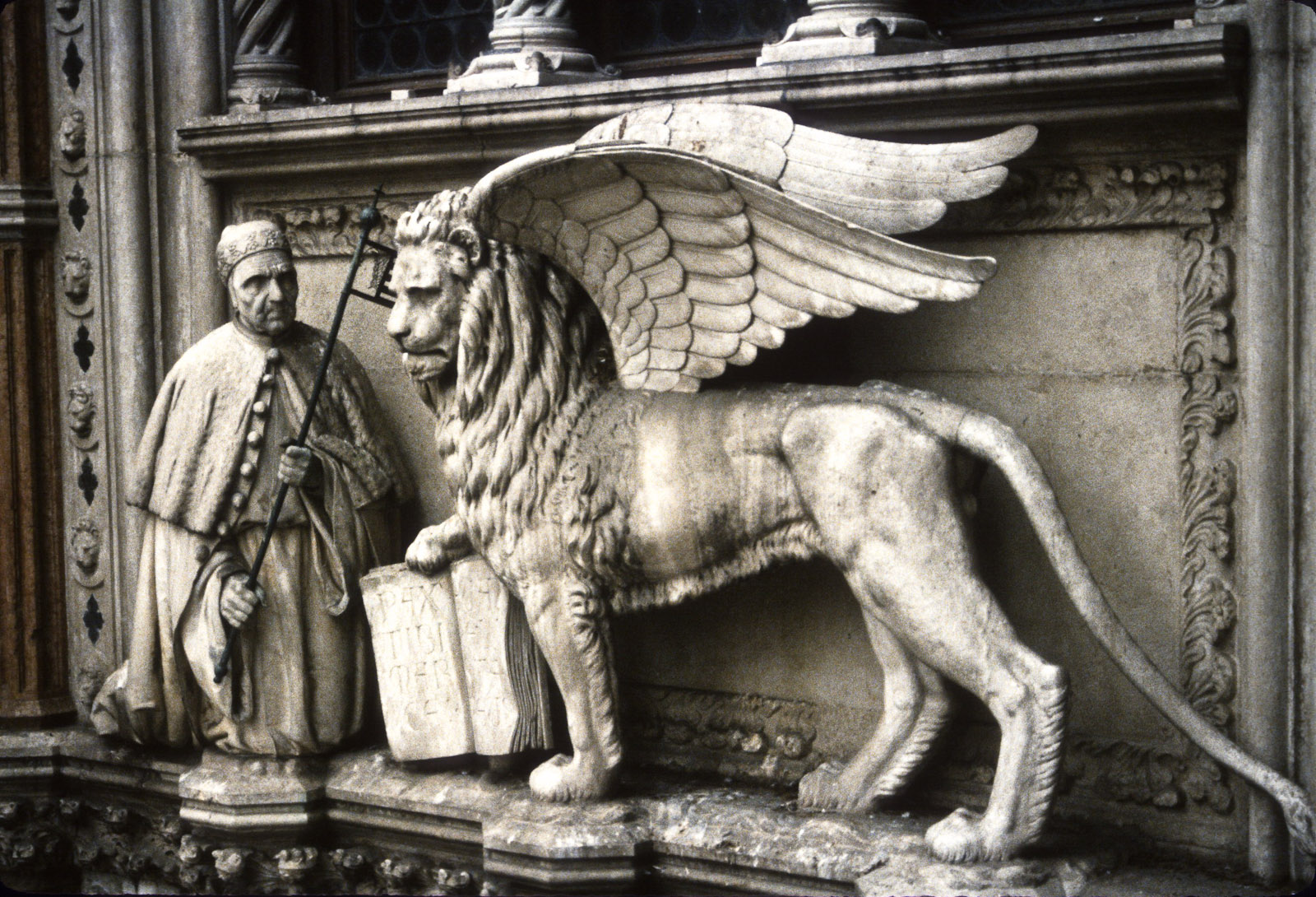
Франческо Фоскарі перед Львом Святого Марка

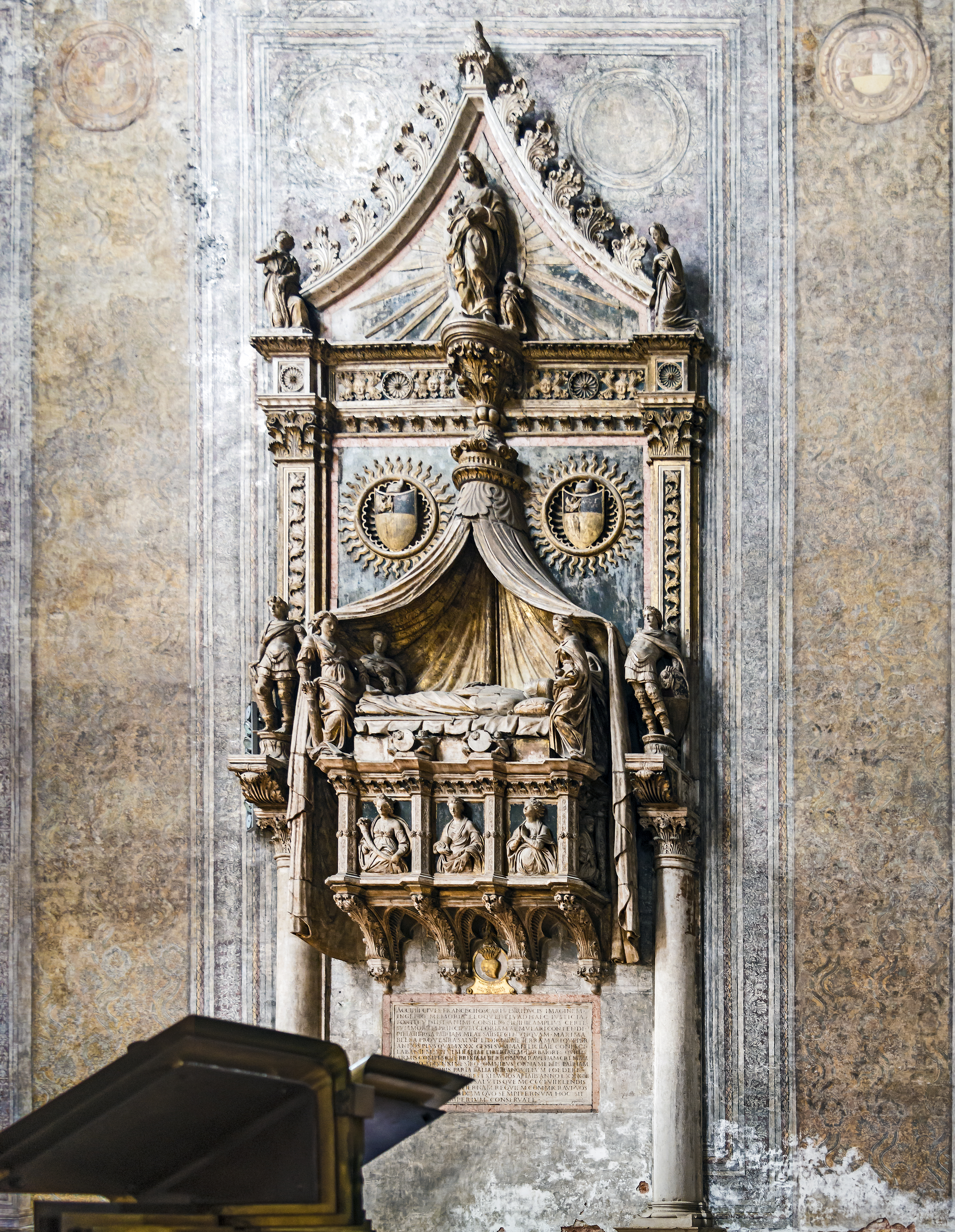
Його могила.

1438 року розпочав перебудову палацу дожів, доручивши Джованні Боно побудувати так звані «Порта делла Хартія вольностей», які зображують його навколішках поруч із Левом Святого Марка. 1452 року дож придбав «Будинок двох веж» на Гранд-каналі, перейменував його на палаццо Фоскарі, з 1453 року почав перебудовувати. Тут сьогодні розташований однойменний університет